# Jan Kastilský (1355–1405)
Jan Kastilský (španělsky Juan de Castilla y Castro, 1355–1405 Soria) byl syn kastilského krále Petra I. a většinu života strávil uvězněn na hradě v Sorii.
Narodil se roku 1355 z neplatného manželství krále Petra a Juany de Castro. Juana byla králem krátce po svatebním obřadu zapuzena a i přes jeho nelibost nadále používala titul královny. Roku 1369 po letech občanské války a smrti krále Petra nastoupil na kastilský trůn Jindřich z Trastamáry, králův nevlastní bratr a dlouholetý sok.
Jan se díky zmínce v otcově závěti, jenž ho určil možným dědicem kastilského trůnu v případě úmrtí potomstva s Marií z Padilla, stal hrozbou pro nového krále a proto byl uvězněn. Svůj život strávil na hradě v Sorii, kde také roku 1405 zemřel. Byl pohřben v místním kostele sv. Petra a později jej dcera Konstancie nechala přemístit do madridského kláštera sv. Dominika. Ten byl roku 1869 zbořen a Janovy ostatky byly krátce v depozitáři Národního archeologického muzea v Madridu. Odtud byly roku 1877 přeneseny do královské kaple v sevillské katedrále.